# (2613) Plzeň
(2613) Plzeň ist ein Asteroid des Hauptgürtels. Er wurde am 30. August 1979 vom tschechischen Astronomen Ladislav Brožek am Kleť-Observatorium entdeckt und nach Plzeň (deutsch: Pilsen), dem Geburtsort seines Entdeckers, benannt.